# Паньшино (Самарская область)
Паньшино (чув. Паньшино) — поселок в Большечерниговском районе Самарской области в составе сельского поселения Августовка. 

## География
Находится на расстоянии примерно 16 километров по прямой на запад от районного центра села Большая Черниговка.

## Население
Постоянное население составляло 138 человек в 2002 году (русские 27%, чуваши 40%) ,  91 в 2010 году.